# Pseudagrion umsingaziense
Pseudagrion umsingaziense là một loài chuồn chuồn kim trong họ Coenagrionidae.
Pseudagrion umsingaziense được Balinsky miêu tả khoa học năm 1963.